# David Benatar
David Benatar (* 1966) je profesor filosofie a vedoucí katedry filosofie na University of Cape Town v Kapském Městě v Jihoafrické republice. Je autorem mnoha pojednání o lékařské etice, které se týkají zejména tělesných trestů a zneužívání dětí.
Je známý obhajobou antinatalismu ve své knize Better Never to Have Been: The Harm of Coming into Existence (česky vyšla pod názvem Nebýt či být: O utrpení, které přináší příchod na tento svět), kde předkládá myšlenku, že příchod na svět je vážná újma a tím pádem je z morálního hlediska vždy špatné stvořit nové vnímající bytosti. Přitom vychází z tezí, že lidský život je v zásadě nešťastný, je neetické plozením dětí vystavovat tomuto neštěstí nové jedince a nejlepší vyhlídkou lidského druhu je jeho mírumilovné vyhynutí jako důsledek zřeknutí se plození dětí. Tyto tři na sebe navazující teze jsou považovány za kontroverzní a druhá z nich řadí Benatara mezi tzv. antinatalistické myslitele.

## Dílo

### Nebýt či být (Better Never to Have Been)
Kniha je obhajobou autorova kontroverzního antinatalistického stanoviska, že mít děti je vždy špatné. Každý svým narozením se utrpěl vážnou újmu, neboť kvalita života je velmi bídná. Není však pozdě na to zabránit do budoucna existenci dalších lidí. Plodit v této době nové lidi je morálně problematické.
Autor v obhajobě svého stanoviska vychází z tzv. asymetrie. Ta vychází z předpokladu, že nebýt není za všech okolností špatné, jak by se intuitivně mohlo zdát. Asymetrie sází na porovnání dvou scénářů:
1- X existuje: v takovém případě, je-li přítomna bolest, je bytí špatné, není-li přítomna bolest, je bytí dobré.
2- X neexistuje: v takovém případě je-li nepřítomna bolest, je toto nebytí dobré, není-li přítomna bolest, je toto nebytí "ne-špatné" (nikoliv špatné, nikoliv dobré).
Vzniká tak asymetrie. Zatímco být a zažívat bolest je špatné, nebýt a nezažívat ji je dobré, problém však je, že být a zažívat radost je dobré, nebýt, ale nezažívat radost ovšem není špatné, je to pouze nedobré (v čemž je podle Benatara rozdíl).

### Druhotný sexismus
V další kontroverzní knize autor rozebírá otázky, proč se bere jako samozřejmost dvojí metr pro muže a pro ženy, mj. proč je život muže považován za méněcennější. Uvádí příklady: například počet obětí válek se obvykle udává v zabitých ženách a dětech, počet mužů je buď uváděn na druhém místě nebo uváděn není vůbec. Tresty ve věznicích, školách i jinde jsou obvykle daleko těžší pro muže než pro ženy. Povinnost bojovat ve válkách je v zemích, kde není profesionální armáda, stanovena pouze pro muže, ženy do armády sice jít mohou, ale nemusí.

### Česky vyšlo
- Nebýt či být : O utrpení, které přináší příchod na tento svět. [Better Never to Have Been : The Harm of Coming into Existence.] Přeložil Daniel Micka. Praha : Dybbuk, 2013. ISBN 978-80-7438-085-3.
- Druhotný sexismus : O genderovém teroru proti mužům. [The Second Sexism : Discrimination Against Men and Boys.] Přeložil Josef Hausmann. Praha-Podlesí : Dauphin, 2016. ISBN 978-80-7272-851-0.

### Editor
- Ethics for Everyday. New York : McGraw-Hill, 2001. ISBN 978-0-07-284076-6.
- Life, Death & Meaning : Key Philosophical Readings on the Big Questions. Lanham : Rowman & Littlefield, 2004 – 2. vydání 2010. ISBN 978-1-4422-0169-9.
- Cutting to the Core: Exploring the Ethics of Contested Surgeries. Lanham : Rowman & Littlefield, 2006. ISBN 978-0-7425-5001-8.
- Procreation & Parenthood : The Ethics of Bearing and Rearing Children. Oxford : Oxford University Press, 2010. ISBN 978-0-19-959070-4. (spolueditor David Archard)